# Ivan Aleksejevič Lakejev
Ivan Aleksejevič Lakejev, sovjetski častnik, vojaški pilot, letalski as in heroj Sovjetske zveze, * 23. februar 1908, † 15. avgust 1990.
Lakejev je v svoji vojaški službi dosegel 16 samostojnih in 20 skupnih zračnih zmag.

## Življenjepis
Med špansko državljansko vojno je opravil 300 bojnih misij in dosegel 12 samostojnih in 16 skupnih zračnih zmag.
Potem je sodeloval v sovjetsko-japonski mejni vojni leta 1939, kjer je potrjeno sestrelil 1 letalo; nepotrjene ima še tri letala.
Med drugo svetovno vojno je letal v sestavi 235. lovskega letalskega polka; dosegel je 3 samostojne in 4 skupne zračne zmage.

## Odlikovanja
- heroj Sovjetske zveze